# مقرن بن عبد العزيز آل سعود
الأمير مقرن بن عبدالعزيز آل سعود (مواليد 15 سبتمبر 1945) ولي العهد نائب رئيس مجلس الوزراء الأسبق بالمملكة العربية السعودية خلال الفترة 23 يناير 2015 حتى 29 أبريل 2015. هو الابن الخامس والثلاثون من أبناء الملك عبد العزيز بن عبدالرحمن آل سعود الذكور، وأصغر أبنائه الأحياء، وليس له إخوة أشقاء.

## الحياة المبكرة والتعليم
ولد الأمير مقرن بن عبد العزيز آل سعود في يوم السبت 7 شوال 1364 هـ الموافق 15 سبتمبر 1945.
تلقى تعليمه الأول في معهد العاصمة النموذجي وتخرج فيه عام 1964، أكمل دراسته في علوم الطيران في المملكة المتحدة وتخرج فيها عام 1968.

## الحياة العملية
بعد تخرجه عام 1968 التحق بالقوات الجوية الملكية السعودية، وظل يعمل في القوات الجوية الملكية السعودية حتى عام 1980.
في 2 جمادى الأولى 1400 هـ الموافق 18 مارس 1980عُيّن أميراً لمنطقة حائل.
في 16 شعبان 1420 هـ الموافق 29 نوفمبر 1999عُيّن أميراً لمنطقة المدينة المنورة.
وفي 19 رمضان 1426 هـ الموافق 22 أكتوبر 2005 عُيّن رئيساً للاستخبارات العامة خلفاً لأخيه الأمير نواف، وظل يتولّى المنصب حتى 29 شعبان 1433 هـ الموافق 19 يوليو 2012 عندما عُيّن مستشاراً للملك ومبعوثاً خاصاً له.
وفي 20 ربيع الأول 1434 هـ الموافق 1 فبراير 2013 عُيّن نائباً ثانياً لرئيس مجلس الوزراء.

### ولاية العهد

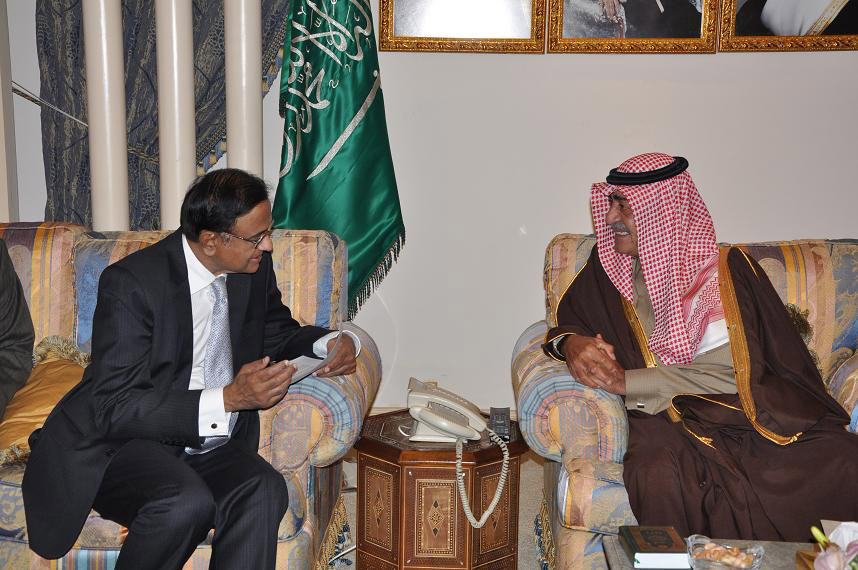

في 3 ربيع الآخر 1436 هـ الموافق 23 يناير 2015 بويع وليّاً للعهد وعُيّن نائباً لرئيس مجلس الوزراء.
وفي 10 رجب 1436 هـ الموافق 29 أبريل 2015 صدر الأمر الملكي رقم أ / 159 في 10 رجب 1436هـ بإعفاء الأمير مقرن بن عبد العزيز من ولاية العهد ومن منصب نائب رئيس مجلس الوزراء بناء على طلبه.

### ولاية ولاية العهد
أول من شغل منصب ولي ولي العهد عندما صدر أمر ملكي بتاريخ 26 جمادى الأولى 1435 هـ الموافق 27 مارس 2014، يقضي باختياره ولياً لولي العهد.
في يوم الخميس الموافق 26 جمادى الأولى 1435 هـ الموافق 27 مارس 2014 م أصدر عبد الله بن عبد العزيز آل سعود أمراً ملكياً يقضي بأن تتم مبايعة مقرن بن عبد العزيز آل سعود ولي ولي العهد، وتتم مبايعته ولياً للعهد في حال خلو ولاية العهد، ويبايع ملكاً للبلاد في حال خلو منصبي الملك وولي العهد في وقت واحد.

## أسرته
| الزوجة                                     | أبناؤه منها |
| ------------------------------------------ | --- |
| الأميرة نورة بنت أحمد آل مقرن              | الأميرة مضاوي، الأمير فهد، الأميرة مشاعل، الأميرة عبطة، الأمير عبد العزيز، والأميرة نوف                                      |
| الأميرة عبطة بنت حمود بن فهد الجبر آل رشيد | الأمير فيصل، الأميرة لمياء، الأمير تركي، الأمير منصور، الأمير بندر، الأميرة جواهر، الأميرة سارة، الأميرة لينا، والأميرة نورة |

### الأبناء والبنات
- الأميرة مضاوي بنت مقرن بن عبد العزيز آل سعود.
- الأمير فهد بن مقرن بن عبد العزيز آل سعود.
- الأميرة مشاعل بنت مقرن بن عبد العزيز آل سعود.
- الأميرة عبطة بنت مقرن بن عبد العزيز آل سعود.
- الأمير عبد العزيز بن مقرن بن عبد العزيز آل سعود.
- الأمير فيصل بن مقرن بن عبد العزيز آل سعود متزوج من الأميرة هناء بنت عبدالله بن خالد بن عبدالعزيز آل سعود (متوفاة) وله من البنات الأميرة لولوة(متزوجه من الأمير خالد بن عبدالعزيز بن بندر بن عبدالعزيز)، الأميرة نورة (متزوجة من الأمير خالد بن حسام بن سعود بن عبد العزيز آل سعود)، والأميرة العنود (متزوجة من الأمير وائل بن منصور بن مشعل بن عبد العزيز آل سعود)   [15]
- الأميرة نوف بنت مقرن بن عبد العزيز آل سعود متزوجة من الأمير عبدالعزيز بن سعد بن عبدالعزيز آل سعود .
- الأميرة لمياء بنت مقرن بن عبد العزيز آل سعود متزوجة من الأمير عبد العزيز بن مشعل بن سعود بن عبد العزيز آل سعود ولها من الأبناء الأميرة نوف (متزوجة من الأمير سلطان بن فيصل بن عبدالعزيز بن فهد بن فيصل بن فرحان) ، الأمير سعود، الأميرة ريم، والأميرة هناء.
- الأمير تركي بن مقرن بن عبد العزيز آل سعود.
- الأمير منصور بن مقرن بن عبد العزيز آل سعود (متوفى، نائب أمير منطقة عسير سابقاً).
- الأمير بندر بن مقرن بن عبد العزيز آل سعود، مستشار في الديوان الملكي بالمرتبة الممتازة متزوج من الأميرة بسمة بنت عبدالعزيز بن بندر بن عبد العزيز آل سعود.
- الأميرة جواهر بنت مقرن بن عبد العزيز آل سعود متزوجة من الأمير سلطان بن فيصل بن محمد بن سعود بن عبدالعزيز آل سعود.[16]
- الأميرة سارة بنت مقرن بن عبد العزيز آل سعود. متزوجة من الأمير سعود بن عبد الرحمن بن ناصر بن عبد العزيز آل سعود ولها من الأبناء الأمير منصور.[17]
- الأميرة لينا بنت مقرن بن عبد العزيز آل سعود.
- الأميرة نورة بنت مقرن بن عبد العزيز آل سعود.